# پورشه اف اف ۹ جی تی ۹
پورشه اف اف ۹ جی تی ۹ (9ff GT9)یک خودروی اسپورت ساخت کمپانی اف اف۹ آلمان براساس پورشه ۹۱۱ میباشد.
موتور این خودرو اصلاح شدهٔ موتور ۹۱۱ است که نتیجهٔ آن یک موتور ۴٫۰ لیتری مسطح میباشد که قدرت ۷۳۸ اسبی ۹۱۱ را به ۱۱۲۰ اسب بخار تبدیل کرده . تغییر عمده این خودرو در قیاس با ۹۱۱ مقعیت موتور این اتوموبیل می‌باشد. موتورهای پورشه به‌طور معمول در عقب ماشین قرار داده می‌شدند اما در این خودرو برای توزیع بهتر وزن موتور به وسط تغییرمکان داده.